# 富宁站 (咸镜北道)
富寧站（韓語：부령역）是朝鮮民主主義人民共和國咸镜北道富宁郡富宁邑的一個鐵路車站，属于咸北线。

## 邻近车站
咸北线
兄弟站 - 富寧站 - 古茂山站